# Jan Kryštof z Althannu
Jan Kryštof hrabě z Althannu (německy Johann Christoph Graf von Althann, 1633 – 8. prosince 1706) byl rakouský šlechtic z hraběcího rodu Althannů.

## Život
Byl nejmladším synem hraběte Quintina Lea z Althannu (1577–1634), 18. června 1610 povýšeného do hraběcího stavu a jeho třetí manželky Anny Kateřiny Streunové ze Schwarzenau († 1656).
Jeho děd Kryštof z Althannu († 1589) byl poradce císaře Maxmiliána II. a dolnorakouským hejtmanem (1565) a poté dvorním rádcem a soukromým poradcem císaře Rudolfa II. (1574). V roce 1574 byl povýšen na svobodného pána.
Jan Kryštof měl bratry Františka Richarda (1619–1670), Jakuba († 1659) a sestru Quintinu Renatu (1630-1670), roku 1650 provdanou za hraběte Jana Viléma z Tattenbachu. Jeho nevlastní sestra Maxmiliana Anna z Althannu (1601–1665) se provdala za svobodného pána Karla Eusebia z Herbersteinu († 1663). Jeho druhá nevlastní sestra Jakuba Eva z Althannu († 1641) se v roce 1629 provdala za hraběte Jana Eustacha z Althannu († 1652).
Hrabě Jan Kryštof z Althannu zemřel 8. prosince 1706 ve věku 73 let.

### Rodina
Jan Kryštof z Althannu se v roce 1655 oženil s Annou Františkou z Leimingu (1638–1667), s níž měl čtyři děti:
- Anna Jakobea z Althannu (1656)
- Regina Alžběta Zuzana z Althannu (1657–1678)
- Quintin Arnošt Erasmus z Althannu (1664–1686), padl v bitvě u Pešti
- Gundakar Ludvík Josef z Althannu (15. května 1665, Zwentendorf a.d. Donau – 28. prosince 1747, Vídeň), generál a diplomat, ženatý poprvé od roku 1706 s hraběnkou Marií Alžbětou Vratislavovou z Mitrovic (1677 - 3. prosince 1732), podruhé od 14. srpna 1735 s hraběnkou Annou Marií Vilemínou z Althannu (7. září 1703, Praha - 6. prosince 1754, Vídeň)

Podruhé se oženil v roce 1708 s Annou Terezií svobodnou paní z Lambergu (1649–1684), dcerou Jana Františka z Lambergu (1618–1666) a jeho ženy Marie Konstancie z Questenberka (1624–1687). Manželé měli dalších devět dětí: 
- Leopold z Althannu (*/† 1671)
- Marie Anna z Althannu (1672–1698)
- Alžběta z Althannu (*/† 1673)
- Marie Josefa z Althannu (1674–1675)
- Marie Maxmiliana z Althannu (1675–1751), provdaná nejprve za hraběte Kryštofa Julia Ehrenreicha z Abenschpergu a Traunu (6. března 1679–1704), podruhé od roku 1708 za hraběte Karla Fidelise Desideria z Koenigseg-Rothenfelsu (23. května 1675 – 17. ledna 1731)
- Marie Ludovika z Althannu (*/† 1677)
- Marie Rozálie z Althannu (1681–1704)
- František Albrecht Jindřich z Althannu (*/† 1682)
- Marie Karolína Josefa z Althannu (1684–1734), provdaná v roce 1708 ve Vídni za hraběte Jindřicha Reventlowa (1678 – 13. ledna 1732 Schmöllerhof, Kiel)

V roce 1686 se Jan Kryštof z Althannu oženil potřetí s hraběnkou Marií Julianou z Radmansdorffu (1665–1691). Měli čtyři děti:
- Jan Křtitel z Althannu (1689–1691)
- Marie Juliana z Althannu (1689–1762)
- Isabela Marie Anna Antonie z Althannu (22. ledna 1690 – 5. října 1720), provdaná roku 1712 za hraběte Jana Josefa Breunera (12. ledna 1687 nebo 2. ledna 1688 – 2. ledna 1762)
- Jan Antonín z Althannu (*/† 1691)

Dne 14. května 1692 se Jan Kryštof oženil počtvrté. Vzal si Anežku Karolínu Hedviku ze Schaffgotsche, hraběnku Semperfreiovou z Kynastu a Greifensteinu (3. listopadu 1660 – 29. května 1737), dceru hraběte Kryštofa Leopolda Gottharda ze Schaffgotsche, Kynastu a Greifensteinu (1623–1703) a jeho ženy Anežku z Raknic (1634–1693). Toto manželství však zůstalo bezdětné.